# Thuja koraiensis
Thuja koraiensis, la tuya de Corea, es una especie arbórea de la familia de las cupresáceas. Como indica su nombre, es originaria de Corea y el extremo noreste de China (Changbaishan). Su estatus actual se conoce poco; la pequeña población de China está protegida en la reserva natural de Changbaishan, y una pequeña población en la reserva natural de Soraksan en el norte de Corea del Sur, pero la mayor parte del área de distribución de la especie que se encuentra en Corea del Norte está desprotegida y amenazada por la pérdida de hábitat.

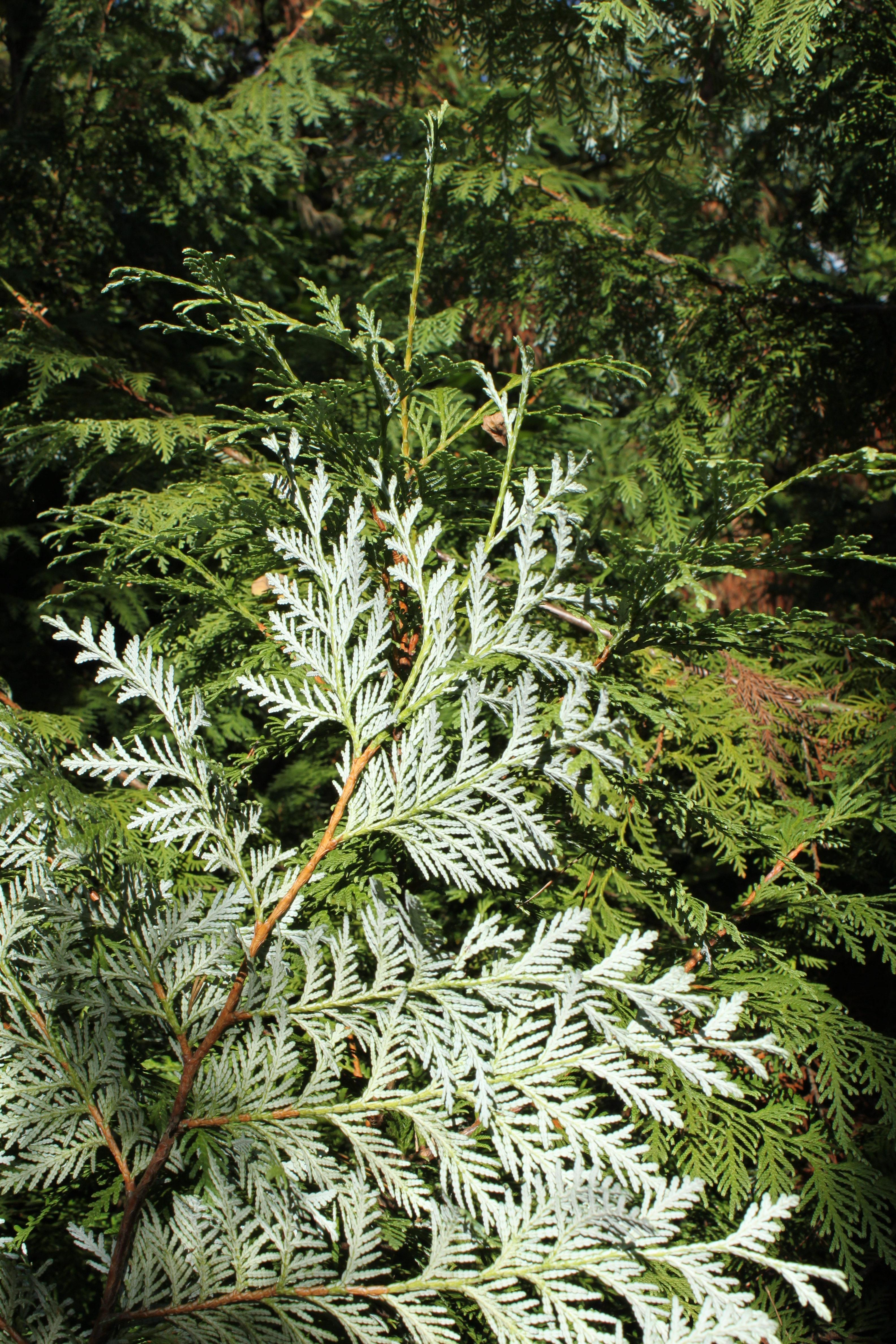
Follaje

## Descripción
Es un arbusto o pequeño árbol siempreverde que crece hasta los 3-10 m de alto. El follaje forma racimos planos con hojas escuamiformes de 2-4 mm de largo (hasta 15 mm de largo en los brotes de crecimiento más fuerte), verde oscuro mate por encima, y con amplias bandas cerúleas estomatosas de un blanco vívido. Los estróbilos son ovales, verde amarillento y al madurar pardo rojizo, 7-11 mm de largo y 4-5 mm de amplio (abriéndose a 6-9 mm de ancho), con 8-12 escamas que se superponen.
Ocasionalmente se cultiva como un árbol ornamental por el contraste entre las dos partes del follaje, verde por encima y blanco brillante por debajo, aunque la plantación estálimitada por la baja disponibilidad de semillas.

## Taxonomía
Thuja koraiensis fue descrita por Takenoshin Nakai  y publicado en Botanical Magazine 33(395): 196. 1919.
Etimología
Thuja: nombre genérico que proviene del griego antiguo θυα, y luego el Latín thya, -ae, que Plinio el Viejo (13, XXX, 100), describe ampliamente y que corresponde a Thuja articulata (hoy en el género Tetraclinis). El vocablo thya, thyon designaba, en un primer tiempo -en Homero- las maderas y árboles de olor perfumado y, más tarde, se amplió erróneamente su aceptación a todos los perfumes.
koraiensis: epíteto geográfico que alude a su localización en Corea.
Sinonimia
- Thuja kongoensis Doi ex Nakai[6]